# Калоцедрус крупночешуйчатый
Калоцедрус крупночешуйчатый (лат. Calocedrus macrolepis), или китайский — вечнозеленое дерево семейства кипарисовых.
В естественных условиях растёт на юге Китая и в пограничных с ним странах. Калоцедрус крупночешуйчатый достигает 25-35 м в высоту и до 2 м в диаметре. Встречается в составе вечнозеленых горных лесов. Древесина дерева устойчива против гниения, имеет хорошие механические свойства. Применяется в столярном деле . В посадках Калоцедрус крупночешуйчатый весьма декоративен.